# إيميلي تشيري
إيميلي تشيري (بالإنجليزية: Emilee Cherry)‏ (مواليد 2 تشرين الثاني 1992) هي لاعبة شبه محترفة في الرغبي. مثّلت أستراليا في سباعيات الرغبي في الألعاب الأولمبية الصيفية 2016 وفازت بالميدالية الذهبية.
ولدت إيميلي في روما (كوينزلاند ولعبت لصالح فريق توومبا بيرز، ورشحت لتمثيل أستراليا في تشرين الثاني 2012. في كانون الأول 2015، كان في سجلها 14 مباراة دولية. وقد مثلت إيميلي أستراليا في بطولة تاتش فوتبول (دوري الرغبي).
حصلت إيميلي على لقب لاعبة العالم في سباعي السيدات موسم 2013\2014، تولّت منصب درب رئيسي في أيلول (سبتمبر) 2013. سجلت أكبر عدد من المحاولات في سلسلة البطولات (33)، وسجلت أكبر عدد من النقاط (195). من التكريمات التي حصلت عليها لقب «لؤلؤة أستراليا وكوينزلاند».
كانت إيميلي عضوة في فريق أستراليا الوطني للسيدات في سباعيات الرغبي المنافس في سباعيات الرجبي في الألعاب الأولمبية الصيفية 2016 - مسابقة السيدات والتي انتهت بهزيمة نيوزيلندا في النهائي وفوز أستراليا بذهبية الأولمبياد في هذه الرياضة

## وصلات خارجية
- إيميلي تشيري على موقع اللجنة الأولمبية الدولية (الإنجليزية)
- إيميلي تشيري على موقع أوليمبيديا (الإنجليزية)
- إيميلي تشيري على موقع اللجنة الأولمبية الأسترالية (الإنجليزية)
- ملف اللاعبة